# Československá hokejová reprezentace v sezóně 1936/1937
Československá hokejová reprezentace v sezóně 1936/1937 sehrála celkem 12 zápasů.

## Přehled mezistátních zápasů
| Pořadí | Datum             | Soupeř    | Výsledek                    | Soutěž                 | Místo utkání |
| ------ | ----------------- | --------- | --------------------------- | ---------------------- | ------------ |
| 108.   | 16. prosince 1936 | Švýcarsko | 0:3 (0:1, 0:1, 0:1)         | přátelsky              | Praha        |
| 109.   | 7. ledna 1937     | Kanada    | 2:6 (0:1, 1:3, 1:2)         | přátelsky              | Praha        |
| 110.   | 11. února 1937    | Rumunsko  | 1:0 (0:0, 0:0, 1:0)         | přátelsky              | Praha        |
| 111.   | 17. února 1937    | Norsko    | 7:0 (2:0, 3:0, 2:0)         | Mistrovství světa 1937 | Londýn       |
| 112.   | 18. února 1937    | Švýcarsko | 2:2 (0:0, 2:1, 0:1)         | Mistrovství světa 1937 | Londýn       |
| 113.   | 20. února 1937    | Kanada    | 0:3 (0:0, 0:2, 0:1)         | Mistrovství světa 1937 | Londýn       |
| 114.   | 22. února 1937    | Francie   | 8:1 (3:1, 1:0, 4:0)         | Mistrovství světa 1937 | Londýn       |
| 115.   | 23. února 1937    | Německo   | 1:2pp (0:0, 1:0, 0:1 – 0:1) | Mistrovství světa 1937 | Londýn       |
| 116.   | 25. února 1937    | Polsko    | 1:0 (0:0, 0:0, 1:0)         | Mistrovství světa 1937 | Londýn       |
| 117.   | 26. února 1937    | Francie   | 3:1 (1:0, 1:0, 1:1)         | Mistrovství světa 1937 | Londýn       |
| 118.   | 27. února 1937    | Maďarsko  | 0:0                         | Mistrovství světa 1937 | Londýn       |

## Bilance sezóny 1936/37
| Soupeř    | Zápasy | Výhry | Remízy | Prohry | Skóre |
| --------- | ------ | ----- | ------ | ------ | ----- |
| Francie   | 2      | 2     | 0      | 0      | 11:2  |
| Kanada    | 2      | 0     | 0      | 2      | 2:9   |
| Maďarsko  | 1      | 0     | 1      | 0      | 0:0   |
| Německo   | 1      | 0     | 0      | 1      | 1:2   |
| Norsko    | 1      | 0     | 0      | 1      | 7:0   |
| Polsko    | 1      | 1     | 0      | 0      | 1:0   |
| Rumunsko  | 1      | 1     | 0      | 0      | 1:0   |
| Švýcarsko | 2      | 0     | 1      | 1      | 2:5   |
| Celkem    | 12     | 4     | 3      | 5      | 26:19 |

## Další zápas reprezentace
| Datum              | Soupeř          | Výsledek            | Soutěž    | Místo utkání |
| 29. listopadu 1936 | Švýcarsko       | 1:1 (1:0, 0:0, 0:1) | přátelsky | Curych       |
| 27. ledna 1937     | Brighton Tigers | 0:6 (0:2, 0:3, 0:1) | přátelsky | Praha        |

## Přátelské mezistátní zápasy
Československo –  Švýcarsko 0:3 (0:1, 0:1, 0:1)
16. prosince 1936 – Praha

Branky a nahrávky Švýcarska: 6. Richard Torriani, 20. Ferdinand Cattini, 37. Ferdinand Cattini (Richard Torriani).

Rozhodčí: Josef Herrmann (SUI), Karel Kolář (TCH)

Vyloučení: 0:2
ČSR: František Krčma – Zdeněk Jirotka, Jaroslav Pušbauer – Ladislav Troják, Josef Maleček, Oldřich Kučera – Antonín Sejk (31. Karel Jedlička), Alois Cetkovský, Drahoš Jirotka.
Švýcarsko: Arnold Hirtz – Christian Badrutt, Albert Geromini - Richard Torriani, Hans Cattini, Ferdinand Cattini – Hans Traufer, Otto Heller, Ros
 Československo –  Kanada 2:6 (0:1, 1:3, 1:2)
7. ledna 1937 – Praha

Branky a nahrávky Československa: 29. Oldřich Kučera (Ladislav Troják), 42. Josef Maleček.

Branky Kanady: 12. Ralph Redding, 17. Frederick Botterill, 20. Ralph Redding, 24. Frederick Botterill, 33. James Kemp, 35. Paul Kozak

Rozhodčí: Harry Robertson (CAN), Zdeněk Rektořík (TCH)
ČSR: Bohumil Modrý (16. – 30. František Krčma) – Václav Korynta, Vilibald Šťovík (16. – 30. Jan Michálek, Jan Košek) – Oldřich Kučera, Josef Maleček, Ladislav Troják – Alois Cetkovský, Zdeněk Jirotka, Drahoš Jirotka – František Pergl, Jaroslav Císař.
Kanada: Kenneth Campbell – William Burnett, Paul Kozak – James Kemp, George Wilson, Ralph Redding – GGeorge Goble, Douglas Keiver, Frederick Botterill – Thomas Almack
 Československo –  Rumunsko 1:0 (0:0, 0:0, 1:0)
11. února 1937 – Praha

Branky Československa: 42. Alois Cetkovský.

Rozhodčí: Natan Ališ, Karel Kolář (TCH)
ČSR: Bohumil Modrý – Jan Košek, Jan Michálek (František Pácalt) – Ladislav Troják, Alois Cetkovský (Jaroslav Drobný), Jaroslav Císař – František Pergl, Oldřich Kučera, Drahoš Jirotka.
Rumunsko: Emil Maesciuc (Pál Sprencz) – Gheorghe Buia, Paul Anastasiu (Ladislau Engster) – Lájos Vakar, Alexandru Botez, Eduard Pana – Laszló Biró, Radlan, Ion Petrovici (Anton Panenka, Wilhelm Suck).

## Další zápasy reprezentace
Československo –  Švýcarsko 1:1 (1:0, 0:0, 0:1)
29. listopadu 1936 – Curych

Branky Československa: 1. Josef Maleček.

Branky Švýcarska: 36. Kessler.
ČSR: František Krčma – Mike Buckna (CAN), Stephen Beda (CAN) – Oldřich Kučera, Josef Maleček, František Pergl – Ladislav Troják, Alois Cetkovský, Drahoš Jirotka.
Švýcarsko: Albert Künzler – Albert Geromini, Franz Geromini – Hans Cattini, Richard Torriani, Ferdinand Cattini – Herbert Kessler, Karl Kessler.
 Československo –  Brighton Tigers 0:6 (0:2, 0:3, 0:1)
27. ledna 1937 – Praha

Branky Brighton Tigers: 3. Hap Ingram, 5. Al Rogers, 19. Al Rogers, 24. Val Gibson, 26. Al Rogers, 45. Val Gibson.

Rozhodčí: Jiří Reisenzahn (TCH), Karel Steigenhöfer (TCH)
ČSR: Bohumil Modrý – Vilibald Šťovík, Václav Korynta (Jan Michálek) - Ladislav Troják, Josef Maleček, Oldřich Kučera - František Pergl, Alois Cetkovský, Jaroslav Císař.
Brighton Tigers: Patsy Sequin - Johny Taugher, Vince Gallagher - Val Gibson, Bobby Lee, Al Rogers - Hap Ingram, Jimmy Kelly, Bob Purdie.